# Collonge-la-Madeleine
 Collonge-la-Madeleine  es una población y comuna francesa, en la región de Borgoña, departamento de Saona y Loira, en el distrito de Autun y cantón de Épinac.

## Demografía
| 110 | 126 | 99 | 71 | 69 | 62 |
| Para los censos de 1962 a 1999 la población legal corresponde a la población sin duplicidades (Fuente: INSEE [Consultar]) |     |    |    |    |    |